# Lee Jin
Lee Jin est une chanteuse de K-pop et comédienne sud-coréenne, née le 21 mars 1980. Elle est chanteuse dans le groupe de K-pop Fin.K.L jusqu'à la dissolution officieuse de celui-ci, puis elle devient par la suite comédienne,,,.

## Filmographie

### Télévision
- Nonstop 3 (MBC, 2002-2003)
- Banjun Drama (MBC, 2005) (avec Andy Lee of Shinhwa)
- Best Theater "Accident Prone Area"  (MBC, 2006)
- Her Cerebral Hemorrhage Story (MBC, 2006)
- The King and I (SBS, 2007-2008)
- New Wise Mother, Good Wife (MBC, 2007, cameo)
- Hometown of Legends  "Returning Lady" (KBS2, 2008)
- Hon (Soul) (MBC, 2009)
- Jejungwon (SBS, 2010)
- Glory Jane (KBS2, 2011)
- The Great Seer (SBS, 2012)
- The Secret of Birth (SBS, 2013)
- Shining Romance (MBC, 2013-2014)

### Film
- Too Fragile to Be Loved  (2009)

### Émissions
- Beauty Center (SBS, 2002-2003)
- Declaration of Freedom! Today is Saturday - A Good Transportation Day (KBS, 2003)
- Show! Power Video (KBS, 2003-2005)
- X-Man (SBS, 2005)
- Millionaire's Bag (ETN, 2008)
- Heroes (SBS, 2010)

### Music video
- Daylight - "Hair Cut"